# باسييغا
جزيرة باسييغا (بالإسبانية: Isla Pasiega) جزيرة إسبانية تقع في بحر كانتابريا، هي تابعة لمنطقة كانتابريا شمال إسبانيا.
تبلغ مساحة جزيرة باسييغا 0,006 كم².